# برو فلچر
برو فلچر (انگلیسی: Brough Fletcher; ۹ مارس ۱۸۹۳ – ۱۲ مهٔ ۱۹۷۲) بازیکن فوتبال اهل بریتانیا بود.
از باشگاه‌هایی که در آن بازی کرده‌است می‌توان به باشگاه فوتبال بارنزلی و باشگاه فوتبال شفیلد ونزدی اشاره کرد.